# Übergitter
Der Begriff Übergitter (auch Supergitter genannt, englisch superlattice) bezeichnet einen künstlich hergestellten Festkörper, der aus einer Abfolge dünner Schichten besteht, die sich periodisch wiederholen.
Meist handelt es sich um zwei sich abwechselnde Schichten, die sich in der Größe der Bandlücke und in der Schichtdicke unterscheiden. Die Elektronen (oder Löcher) befinden sich dann in einem periodisch modulierten Leitungsband (Valenzband).
Die Dispersion in Richtung der Achse des Übergitters ergibt sich im Prinzip genau wie im Kristall. Da die Periode größer als die Gitterkonstante ist, ist die Brillouinzone immer kleiner als bei der kristallinen Bandstruktur. Weil man im Gegensatz zu den natürlich vorkommenden Festkörpern mit den Parametern des Übergitters das Energiespektrum der Ladungsträger bestimmen kann, spricht man von einer künstlichen Bandstruktur und im Besonderen von Minibändern.
Die Herstellung der Heterostrukturen kann mittels Molekularstrahlepitaxie, CVD oder MOVPE erfolgen.
Die periodischen Störungen der Gitterstruktur wirken sich auf die Ladungsträger der Ursprungsmaterialien aus und ändern deren Eigenschaften. So kann etwa die Beweglichkeit der Ladungsträger signifikant erhöht werden (Anwendung in der Hochfrequenztechnik, Mikrowellendioden), oder die optischen Eigenschaften können eingestellt werden (Halbleiterlaser).

## Qualität und ihre Überprüfung
Für die Qualität der Übergitter ist die Exaktheit der Schichtfolgen kritisch. Die Schichtdicken liegen teilweise in der Größenordnung einiger Atomlagen, wobei sich schon Abweichungen von einer Atomlage über veränderte Eigenschaften der Elektronen nachweisen lassen.
Qualitätsanalysen sind mit verschiedenen Messmethoden möglich: Einen eher makroskopischen Blick auf die Gesamteigenschaften des Kristalls liefern Lumineszenzuntersuchungen, eine atomare Sicht liefert die Tunnelmikroskopie. Untersuchungen mittels Magnetresonanz-Methoden liegen in der Messgenauigkeit dazwischen.